# 天眼 (摄像机)
天眼是一个术语，指应用在賭場和其它商业安保的閉路電視。在赌场里，天眼可以密切监视座位，桌子，走廊，餐厅，甚至电梯。该功能组件被称为平移／倾斜／变焦摄像机或行业标准术语PTZ。在中国大陆，“天眼”通常指公安部在全国各地街道上方布置的监控探头组成的一整套监控体系。
PTZ摄像机被一个半透明的塑料球体覆盖，这使得其内部摄像机的朝向从远距离几乎不能被看到。零售商店经常安装假摄像机，造成有其它摄像机的假象。摄像机安装在一系列相互关联的齿轮和杠杆上，通常有两个旋转轴。这种旋转可以由使用遥控器的操作者手动控制，或者可以使用运动感测技术来自动控制。在大多数商业和民用应用中，两种控制方法同时被使用以允许一般运动的自动监视，同时允许手动超越模式更密切地查看特定的对象。
在单独布满监视器的房间中，赌场安保人员将摄像机调整来将焦点放在一些可疑的玩家身上。